# Могила (Старозагорская область)
Могила (болг. Могила) — село в Болгарии. Находится в Старозагорской области, входит в общину Стара-Загора. Население составляет 768 человек.

## Политическая ситуация
В местном кметстве Могила, в состав которого входит Могила, должность кмета (старосты) до 2011 г. исполнял Минчо  Манев Василев (Движение за социальный гуманизм (ДСХ)). В 2011 г. эту должность заняла Гинка Димитрова Колева (партия АТАКА) по результатам выборов правления кметства.
Кмет (мэр) общины Стара-Загора — Светлин Танчев (Граждане за европейское развитие Болгарии (ГЕРБ)) по результатам выборов в правление общины.